# Temporada 2021-22 de la CBA
La Chinese Basketball Association 2021-22 fue la edición número 27 de la CBA, la primera división del baloncesto profesional de China. La temporada regular comenzó el 16 de octubre de 2021, y acabó la competición en mayo de 2022, con los Liaoning Flying Leopards ganando su segundo título.

## Equipos
| Equipo                    | Entrenador           | Ciudad    | Pabellón                             | Capacidad | Ref.   |
| ------------------------- | -------------------- | --------- | ------------------------------------ | --------- | ------ |
| Beijing Ducks             | Yannis Christopoulos | Beijing   | Cadillac Center                      | 17,178    | [ 1 ]  |
| Beijing Royal Fighters    | Stephon Marbury      | Beijing   | Olympic Sports Center Gymnasium      | 6,500     | [ 2 ]  |
| Fujian Sturgeons          | Cui Wanjun           | Jinjiang  | Zuchang Gymnasium                    | 4,500     | [ 3 ]  |
| Guangdong Southern Tigers | Du Feng              | Dongguan  | Dongguan Basketball Center           | 16,000    | [ 4 ]  |
| Guangzhou Loong Lions     | Guo Shiqiang         | Guangzhou | Tianhe Gymnasium                     | 8,000     | [ 5 ]  |
| Jiangsu Dragons           | Li Nan               | Suzhou    | Suzhou Sports Center Gymnasium       | 6,000     | [ 6 ]  |
| Jilin Northeast Tigers    | Wang Han             | Changchun | Changchun Gymnasium                  | 4,000     | [ 7 ]  |
| Liaoning Flying Leopards  | Yang Ming            | Shenyang  | Liaoning Gymnasium                   | 12,000    | [ 8 ]  |
| Nanjing Monkey Kings      | Ma Zhuang            | Nanjing   | Wutaishan Gymnasium                  | 9,300     | [ 9 ]  |
| Ningbo Rockets            | Li Ke                | Ningbo    |                                      |           |        |
| Qingdao Eagles            | Wu Qinglong          | Qingdao   | Conson Gymnasium                     | 12,500    | [ 10 ] |
| Shandong Heroes           | Gong Xiaobin         | Jinan     | Shandong Arena                       | 8,000     | [ 11 ] |
| Shanghai Sharks           | Li Chunjiang         | Shanghai  | Yuanshen Sports Centre Gymnasium     | 5,091     | [ 12 ] |
| Shanxi Loongs             | Pan Jiang            | Taiyuan   | Shanxi Sports Centre Gymnasium       | 8,131     | [ 13 ] |
| Shenzhen Aviators         | Qiu Biao             | Shenzhen  | Shenzhen Dayun Arena                 | 18,000    | [ 14 ] |
| Sichuan Blue Whales       | Zhou Jinli           | Chengdu   | Wenjiang Gymnasium                   | 4,500     | [ 15 ] |
| Tianjin Pioneers          | Liu Tie              | Tianjin   | TUFE Gymnasium                       | 4,000     | [ 16 ] |
| Xinjiang Flying Tigers    | Adiljan Jun          | Ürümqi    | Hongshan Arena                       | 4,000     | [ 17 ] |
| Zhejiang Golden Bulls     | Liu Weiwei           | Hangzhou  | Binjiang Gymnasium                   | 5,000     | [ 18 ] |
| Zhejiang Lions            | Wang Bo              | Zhuji     | Zhuji Jiyang Sports Center Gymnasium | 6,077     | [ 19 ] |

### Nuevos equipos
- Ningbo Rockets,[20] sustituyendo a los Bayi Rockets.

## Lista de jugadores extranjeros
| Equipo                    | Jugador 1            | Jugador 2         | Jugador 3 | Jugador 4 | Reemplazados |
| ------------------------- | -------------------- | ----------------- | --------- | --------- | ------------ |
| Beijing Ducks             | Jonathan Gibson      | Jeremy Lin        | -         | -         | -            |
| Beijing Royal Fighters    | Isaac Haas           | Sylven Landesberg | -         | -         | -            |
| Fujian Sturgeons          | Trae Golden          | -                 | -         | -         | -            |
| Guangdong Southern Tigers | Sonny Weems          | -                 | -         | -         | -            |
| Guangzhou Loong Lions     | Nate Mason           | -                 | -         | -         | -            |
| Jiangsu Dragons           | -                    | -                 | -         | -         | -            |
| Jilin Northeast Tigers    | Dominique Jones      | -                 | -         | -         | -            |
| Liaoning Flying Leopards  | Kyle Fogg            | Eric Moreland     | -         | -         | -            |
| Nanjing Monkey Kings      | D'Montre Edwards     | -                 | -         | -         | -            |
| Ningbo Rockets            | Clarence Trotter III | Vladimir Štimac   | -         | -         | -            |
| Qingdao Eagles            | Dakari Johnson       | Dez Wells         | -         | -         | -            |
| Shandong Heroes           | Troy Gillenwater     | Lester Hudson     | -         | -         | -            |
| Shanghai Sharks           | Jamaal Franklin      | Noah Vonleh       | -         | -         | -            |
| Shanxi Loongs             | Kay Felder           | Jonathon Simmons  | -         | -         | -            |
| Shenzhen Aviators         | Askia Booker         | Jared Sullinger   | -         | -         | -            |
| Sichuan Blue Whales       | Hamed Haddadi        | Sterling Manley   | -         | -         | -            |
| Tianjin Pioneers          | Kenny Boynton        | Taylor Rochestie  | -         | -         | -            |
| Xinjiang Flying Tigers    | Arnett Moultrie      | -                 | -         | -         | -            |
| Zhejiang Golden Bulls     | Nick Rakocevic       | -                 | -         | -         | -            |
| Zhejiang Lions            | Jarrod Jones         | -                 | -         | -         | -            |

## Clasificación

### Temporada regular
| #  | Temporada 2021-22 de la CBA | Temporada 2021-22 de la CBA | Temporada 2021-22 de la CBA | Temporada 2021-22 de la CBA | Temporada 2021-22 de la CBA | Temporada 2021-22 de la CBA |
| #  | Equipo                      | G                           | P                           | Pct.                        | Desempate                   |                             |
| -- | --------------------------- | --------------------------- | --------------------------- | --------------------------- | --------------------------- | --------------------------- |
| 1  | Liaoning Flying Leopards    | 32                          | 6                           | .842                        |                             |                             |
| 2  | Zhejiang Lions              | 31                          | 7                           | .816                        |                             |                             |
| 3  | Shanghai Sharks             | 28                          | 10                          | .737                        |                             |                             |
| 4  | Zhejiang Golden Bulls       | 28                          | 10                          | .737                        |                             |                             |
| 5  | Guangdong Southern Tigers   | 26                          | 12                          | .684                        |                             |                             |
| 6  | Shenzhen Leopards           | 26                          | 12                          | .684                        |                             |                             |
| 7  | Beijing Ducks               | 24                          | 14                          | .632                        |                             |                             |
| 8  | Guangzhou Loong Lions       | 23                          | 15                          | .605                        |                             |                             |
| 9  | Shanxi Loongs               | 23                          | 15                          | .605                        |                             |                             |
| 10 | Jilin Northeast Tigers      | 22                          | 16                          | .579                        |                             |                             |
| 11 | Shandong Hi-Speed Kirin     | 20                          | 18                          | .526                        |                             |                             |
| 12 | Tianjin Pioneers            | 19                          | 19                          | .500                        |                             |                             |
| 13 | Beijing Royal Fighters      | 18                          | 20                          | .474                        |                             |                             |
| 14 | Xinjiang Flying Tigers      | 18                          | 20                          | .474                        |                             |                             |
| 15 | Qingdao Eagles              | 13                          | 25                          | .342                        |                             |                             |
| 16 | Sichuan Blue Whales         | 12                          | 26                          | .316                        |                             |                             |
| 17 | Fujian Sturgeons            | 7                           | 31                          | .184                        |                             |                             |
| 18 | Jiangsu Dragons             | 5                           | 33                          | .132                        |                             |                             |
| 19 | Ningbo Rockets              | 3                           | 35                          | .079                        |                             |                             |
| 20 | Nanjing Monkey Kings        | 2                           | 36                          | .053                        |                             |                             |

|  | Los cuatro primeros clasificados acceden directamente a cuartos de final de los Playoffs. |
|  | Clasificados entre el 5.º y el 12.º acceden a la primera ronda de los Playoffs            |

### Resultados
La temporada regular se ha reducido a 38 partidos para cada equipo, torneo de ida y vuelta.
| Local \ Visitante         | BJD     | BJR     | FJS     | GDS     | GZL     | JSD     | JLN     | LNF     | NJM     | NBR     | QDE     | SDK     | SHS     | SXL     | SZL     | SCB     | TJP     | XJF     | ZJG     | ZJL     |
| ------------------------- | ------- | ------- | ------- | ------- | ------- | ------- | ------- | ------- | ------- | ------- | ------- | ------- | ------- | ------- | ------- | ------- | ------- | ------- | ------- | ------- |
| Beijing Ducks             | —       | 83–79   | 106–86  | 80–92   | 84–56   | 86–69   | 105–76  | 99–76   | 119–78  | 106–70  | 89–78   | 89–96   | 109–103 | 112–118 | 91–99   | 98–69   | 114–126 | 106–65  | 89–81   | 88–99   |
| Beijing Royal Fighters    | 81–97   | —       | 109–92  | 106–93  | 119–111 | 114–82  | 87–88   | 80–85   | 101–80  | 95–79   | 94–88   | 93–105  | 83–102  | 97–102  | 89–101  | 91–83   | 116–105 | 112–116 | 90–102  | 74–101  |
| Fujian Sturgeons          | 113–111 | 79–112  | —       | 104–108 | 75–98   | 97–88   | 99–110  | 83–109  | 118–94  | 117–111 | 116–105 | 115–143 | 76–126  | 131–142 | 78–103  | 80–101  | 85–105  | 134–140 | 90–100  | 84–109  |
| Guangdong Southern Tigers | 67–91   | 109–80  | 98–91   | —       | 98–89   | 108–73  | 99–95   | 95–115  | 101–87  | 111–88  | 98–91   | 127–101 | 101–108 | 99–125  | 106–83  | 111–108 | 118–91  | 118–99  | 110–94  | 94–114  |
| Guangzhou Loong Lions     | 74–108  | 102–98  | 125–107 | 120–101 | —       | 90–84   | 107–104 | 89–107  | 100–88  | 93–70   | 108–97  | 116–106 | 84–103  | 111–105 | 104–119 | 103–110 | 98–113  | 123–105 | 82–92   | 103–108 |
| Jiangsu Dragons           | 71–87   | 74–91   | 101–109 | 84–97   | 72–80   | —       | 95–109  | 95–108  | 99–91   | 102–104 | 82–79   | 87–93   | 94–109  | 84–111  | 80–90   | 97–94   | 96–90   | 93–98   | 68–108  | 88–110  |
| Jilin Northeast Tigers    | 75–106  | 73–93   | 104–99  | 99–116  | 94–95   | 99–82   | —       | 89–117  | 91–79   | 111–86  | 120–100 | 98–83   | 118–108 | 104–87  | 106–103 | 101–86  | 99–101  | 88–86   | 115–111 | 101–94  |
| Liaoning Flying Leopards  | 103–95  | 97–86   | 128–109 | 102–90  | 110–98  | 101–75  | 103–88  | —       | 114–103 | 118–102 | 85–108  | 114–97  | 100–102 | 129–97  | 92–90   | 134–90  | 112–93  | 87–109  | 101–82  | 102–94  |
| Nanjing Monkey Kings      | 77–114  | 101–108 | 98–130  | 86–101  | 101–115 | 95–80   | 81–112  | 109–129 | —       | 92–108  | 98–119  | 90–102  | 91–131  | 90–122  | 102–122 | 106–110 | 103–124 | 84–120  | 78–127  | 90–108  |
| Ningbo Rockets            | 84–118  | 96–124  | 109–106 | 80–106  | 105–125 | 66–89   | 95–107  | 70–99   | 73–97   | —       | 83–110  | 75–111  | 85–119  | 85–110  | 94–121  | 78–105  | 88–110  | 91–114  | 64–99   | 75–121  |
| Qingdao Eagles            | 73–78   | 100–80  | 99–91   | 90–103  | 117–100 | 91–86   | 80–98   | 101–111 | 104–82  | 119–78  | —       | 98–104  | 107–110 | 110–105 | 92–102  | 100–93  | 106–101 | 100–119 | 88–93   | 89–121  |
| Shandong Hi-Speed Kirin   | 112–103 | 95–105  | 113–102 | 111–110 | 89–107  | 105–100 | 93–87   | 87–98   | 107–89  | 114–92  | 112–105 | —       | 97–125  | 107–114 | 106–111 | 101–102 | 114–117 | 89–103  | 94–100  | 97–94   |
| Shanghai Sharks           | 105–86  | 118–104 | 117–93  | 97–112  | 105–101 | 107–74  | 94–81   | 101–121 | 134–110 | 119–93  | 121–88  | 100–117 | —       | 135–111 | 108–118 | 115–97  | 120–94  | 121–96  | 112–103 | 80–122  |
| Shanxi Loongs             | 90–115  | 105–94  | 120–109 | 96–111  | 97–99   | 114–84  | 119–91  | 107–99  | 116–100 | 105–92  | 98–85   | 112–116 | 151–128 | —       | 119–113 | 117–99  | 130–123 | 93–101  | 106–146 | 103–113 |
| Shenzhen Leopards         | 104–97  | 107–126 | 100–93  | 90–106  | 114–120 | 107–85  | 102–103 | 80–93   | 120–84  | 103–81  | 98–97   | 118–115 | 119–103 | 126–110 | —       | 126–107 | 131–104 | 115–116 | 100–94  | 106–105 |
| Sichuan Blue Whales       | 66–101  | 78–93   | 100–90  | 76–110  | 71–92   | 100–84  | 91–104  | 85–121  | 96–84   | 111–106 | 98–87   | 83–94   | 84–118  | 101–119 | 96–125  | —       | 96–94   | 103–109 | 78–104  | 80–110  |
| Tianjin Pioneers          | 96–112  | 115–93  | 106–87  | 98–110  | 106–110 | 97–77   | 107–99  | 88–106  | 121–101 | 113–98  | 91–79   | 134–124 | 75–110  | 113–109 | 94–122  | 115–86  | —       | 120–102 | 89–128  | 84–105  |
| Xinjiang Flying Tigers    | 111–100 | 84–91   | 145–116 | 109–107 | 102–117 | 125–97  | 96–117  | 99–109  | 92–86   | 109–79  | 92–89   | 96–106  | 112–121 | 97–112  | 104–105 | 97–102  | 124–119 | —       | 102–107 | 69–108  |
| Zhejiang Golden Bulls     | 96–73   | 96–84   | 108–85  | 124–101 | 104–113 | 112–76  | 115–100 | 97–96   | 124–92  | 114–100 | 105–98  | 113–86  | 85–91   | 111–109 | 90–78   | 111–81  | 104–81  | 98–91   | —       | 101–104 |
| Zhejiang Lions            | 94–91   | 110–83  | 125–111 | 98–86   | 93–67   | 97–80   | 102–92  | 100–112 | 117–95  | 99–92   | 96–103  | 112–92  | 101–95  | 118–122 | 118–84  | 106–57  | 125–94  | 109–100 | 107–95  | —       |

## Playoffs
|  | 1ª ronda      | 1ª ronda                  | 1ª ronda                 |                           |   | Cuartos de final | Cuartos de final | Cuartos de final |  |   | Semifinales              | Semifinales   | Semifinales   |  |   | Finales                  | Finales       | Finales       |  |
|  | Al mejor de 3 | Al mejor de 3             | Al mejor de 3            |                           |   | Al mejor de 3    | Al mejor de 3    | Al mejor de 3    |  |   | Al mejor de 5            | Al mejor de 5 | Al mejor de 5 |  |   | Al mejor de 7            | Al mejor de 7 | Al mejor de 7 |  |
|  |               |                           |                          |                           |   |                  |                  |                  |  |   |                          |               |               |  |   |                          |               |               |  |
|  |               |                           |                          |                           |   |                  |                  |                  |  |   |                          |               |               |  |   |                          |               |               |  |
|  |               |                           |                          |                           |   |                  |                  |                  |  |   |                          |               |               |  |   |                          |               |               |  |
|  |               |                           |                          |                           |   |                  |                  |                  |  |   |                          |               |               |  |   |                          |               |               |  |
|  |               |                           |                          |                           |   |                  |                  |                  |  |   |                          |               |               |  |   |                          |               |               |  |
|  |               | 1                         | Liaoning Flying Leopards | 2                         |   |                  |                  |                  |  |   |                          |               |               |  |   |                          |               |               |  |
|  |               |                           |                          | 2                         |   |                  |                  |                  |  |   |                          |               |               |  |   |                          |               |               |  |
|  |               |                           | 9                        | Shanxi Loongs             | 0 |                  |                  |                  |  |   |                          |               |               |  |   |                          |               |               |  |
|  | 8             | Guangzhou Loong Lions     | 9                        | Shanxi Loongs             | 0 | 1                |                  |                  |  |   |                          |               |               |  |   |                          |               |               |  |
|  | 8             | Guangzhou Loong Lions     |                          |                           |   |                  |                  |                  |  |   |                          |               |               |  |   |                          |               |               |  |
|  | 9             | Shanxi Loongs             | 2                        |                           |   |                  |                  |                  |  |   |                          |               |               |  |   |                          |               |               |  |
|  | 9             | Shanxi Loongs             | 2                        |                           |   |                  |                  |                  |  | 1 | Liaoning Flying Leopards | 3             |               |  |   |                          |               |               |  |
|  |               |                           |                          |                           |   |                  |                  |                  |  | 1 | Liaoning Flying Leopards | 3             |               |  |   |                          |               |               |  |
|  |               |                           | 5                        | Guangdong Southern Tigers | 0 |                  |                  |                  |  |   |                          |               |               |  |   |                          |               |               |  |
|  |               |                           | 5                        | Guangdong Southern Tigers | 0 |                  |                  |                  |  |   |                          |               |               |  |   |                          |               |               |  |
|  |               |                           |                          |                           |   |                  |                  |                  |  |   |                          |               |               |  |   |                          |               |               |  |
|  |               |                           |                          |                           |   |                  |                  |                  |  |   |                          |               |               |  |   |                          |               |               |  |
|  |               | 4                         | Zhejiang Golden Bulls    | 0                         |   |                  |                  |                  |  |   |                          |               |               |  |   |                          |               |               |  |
|  |               |                           |                          | 0                         |   |                  |                  |                  |  |   |                          |               |               |  |   |                          |               |               |  |
|  |               |                           | 5                        | Guangdong Southern Tigers | 2 |                  |                  |                  |  |   |                          |               |               |  |   |                          |               |               |  |
|  | 5             | Guangdong Southern Tigers | 5                        | Guangdong Southern Tigers | 2 | 2                |                  |                  |  |   |                          |               |               |  |   |                          |               |               |  |
|  | 5             | Guangdong Southern Tigers |                          |                           |   |                  |                  |                  |  |   |                          |               |               |  |   |                          |               |               |  |
|  | 12            | Tianjin Pioneers          | 0                        |                           |   |                  |                  |                  |  |   |                          |               |               |  |   |                          |               |               |  |
|  | 12            | Tianjin Pioneers          | 0                        |                           |   |                  |                  |                  |  |   |                          |               |               |  | 1 | Liaoning Flying Leopards | 4             |               |  |
|  |               |                           |                          |                           |   |                  |                  |                  |  |   |                          |               |               |  | 1 | Liaoning Flying Leopards | 4             |               |  |
|  |               |                           | 2                        | Zhejiang Lions            | 0 |                  |                  |                  |  |   |                          |               |               |  |   |                          |               |               |  |
|  |               |                           | 2                        | Zhejiang Lions            | 0 |                  |                  |                  |  |   |                          |               |               |  |   |                          |               |               |  |
|  |               |                           |                          |                           |   |                  |                  |                  |  |   |                          |               |               |  |   |                          |               |               |  |
|  |               |                           |                          |                           |   |                  |                  |                  |  |   |                          |               |               |  |   |                          |               |               |  |
|  |               | 3                         | Shanghai Sharks          | 2                         |   |                  |                  |                  |  |   |                          |               |               |  |   |                          |               |               |  |
|  |               |                           |                          | 2                         |   |                  |                  |                  |  |   |                          |               |               |  |   |                          |               |               |  |
|  |               |                           | 6                        | Shenzhen Leopards         | 0 |                  |                  |                  |  |   |                          |               |               |  |   |                          |               |               |  |
|  | 6             | Shenzhen Leopards         | 6                        | Shenzhen Leopards         | 0 | 2                |                  |                  |  |   |                          |               |               |  |   |                          |               |               |  |
|  | 6             | Shenzhen Leopards         |                          |                           |   |                  |                  |                  |  |   |                          |               |               |  |   |                          |               |               |  |
|  | 11            | Shandong Hi-Speed Kirin   | 0                        |                           |   |                  |                  |                  |  |   |                          |               |               |  |   |                          |               |               |  |
|  | 11            | Shandong Hi-Speed Kirin   | 0                        |                           |   |                  |                  |                  |  | 3 | Shanghai Sharks          | 0             |               |  |   |                          |               |               |  |
|  |               |                           |                          |                           |   |                  |                  |                  |  | 3 | Shanghai Sharks          | 0             |               |  |   |                          |               |               |  |
|  |               |                           | 2                        | Zhejiang Lions            | 3 |                  |                  |                  |  |   |                          |               |               |  |   |                          |               |               |  |
|  |               |                           | 2                        | Zhejiang Lions            | 3 |                  |                  |                  |  |   |                          |               |               |  |   |                          |               |               |  |
|  |               |                           |                          |                           |   |                  |                  |                  |  |   |                          |               |               |  |   |                          |               |               |  |
|  |               |                           |                          |                           |   |                  |                  |                  |  |   |                          |               |               |  |   |                          |               |               |  |
|  |               | 2                         | Zhejiang Lions           | 2                         |   |                  |                  |                  |  |   |                          |               |               |  |   |                          |               |               |  |
|  |               |                           |                          | 2                         |   |                  |                  |                  |  |   |                          |               |               |  |   |                          |               |               |  |
|  |               |                           | 10                       | Jilin Northeast Tigers    | 0 |                  |                  |                  |  |   |                          |               |               |  |   |                          |               |               |  |
|  | 7             | Beijing Ducks             | 10                       | Jilin Northeast Tigers    | 0 | 0                |                  |                  |  |   |                          |               |               |  |   |                          |               |               |  |
|  | 7             | Beijing Ducks             |                          |                           |   |                  |                  |                  |  |   |                          |               |               |  |   |                          |               |               |  |
|  | 10            | Jilin Northeast Tigers    | 2                        |                           |   |                  |                  |                  |  |   |                          |               |               |  |   |                          |               |               |  |
|  | 10            | Jilin Northeast Tigers    | 2                        |                           |   |                  |                  |                  |  |   |                          |               |               |  |   |                          |               |               |  |
|  |               |                           |                          |                           |   |                  |                  |                  |  |   |                          |               |               |  |   |                          |               |               |  |